# القرن 9
القرن التاسع هو الفترة الزمنية الممتدة من اليوم الأول لعام 801 إلى اليوم الأخير من عام 900 حسب التقويم الميلادي.
| عقد 790 | 790 | 791 | 792 | 793 | 794 | 795 | 796 | 797 | 798 | 799 |
| عقد 800 | 800 | 801 | 802 | 803 | 804 | 805 | 806 | 807 | 808 | 809 |
| عقد 810 | 810 | 811 | 812 | 813 | 814 | 815 | 816 | 817 | 818 | 819 |
| عقد 820 | 820 | 821 | 822 | 823 | 824 | 825 | 826 | 827 | 828 | 829 |
| عقد 830 | 830 | 831 | 832 | 833 | 834 | 835 | 836 | 837 | 838 | 839 |
| عقد 840 | 840 | 841 | 842 | 843 | 844 | 845 | 846 | 847 | 848 | 849 |
| عقد 850 | 850 | 851 | 852 | 853 | 854 | 855 | 856 | 857 | 858 | 859 |
| عقد 860 | 860 | 861 | 862 | 863 | 864 | 865 | 866 | 867 | 868 | 869 |
| عقد 870 | 870 | 871 | 872 | 873 | 874 | 875 | 876 | 877 | 878 | 879 |
| عقد 880 | 880 | 881 | 882 | 883 | 884 | 885 | 886 | 887 | 888 | 889 |
| عقد 890 | 890 | 891 | 892 | 893 | 894 | 895 | 896 | 897 | 898 | 899 |
| عقد 900 | 900 | 901 | 902 | 903 | 904 | 905 | 906 | 907 | 908 | 909 |

شهد هذا القرن العصر الذهبي للدولة العباسية خلال عهدي هارون الرشيد وابنه المأمون إذ نشطت الحركة العلمية والثقافية وازدهرت ترجمة كتب العلوم الإغريقية والهندية إلى اللغة العربية على يد السريان والفرس والروم من مواطني الدولة العباسية، وعمل المسلمون على تطوير تلك العلوم لكن ظهرت حركات شعبوية ودينية مختلفة وسعت من الخلاف السياسي بين مواطني الدولة العبّاسية وساعد على تصدّع الوحدة العقائدية التي هي أساس الوحدة السياسية. ومن العوامل الداخلية التي شجعت على انتشار الحركات الانفصالية اتساع رقعة الدولة العبّاسية مما أدى لاستقلال بعض الولاة عن الدولة العباسية فظهرت دولة الأغالبة في تونس ودولة الأدارسة في المغرب والدولة الطولونية في مصر والدولة الذيادية في اليمن والدولة السامانية في بلاد ما وراء النهر.
شهد هذا القرن إنشاء الإمبراطورية الأفرنجية التي ضمت معظم الأراضي المسيحية في أوروبا الغربية باستثناء الجزيرة البريطانية وجنوب إيطاليا وإسبانيا إلا أن النزاع بين أولاد إمبراطور الفرنجة لويس الأول بعد وفاته أدى إلى حرب أهلية لم تضع أوزارها إلا بمعاهدة فردان التي قسمت الإمبراطورية  الإفرنجية بين أبنائه.

## أحداث
- أوائل القرن التاسع، استقرار التجار المسلمون في شمال غرب وجنوب شرق مدغشقر.
- أوائل القرن التاسع، استقرار شعب تكرور في نهر السنغال.
- أوائل القرن التاسع، بداية غزو بانونيا من طرف المجريين.
- أوائل القرن التاسع، بداية هجمات الفايكنج واسعة النطاق على أوروبا.
- أوائل القرن التاسع، عهد شارلمان وبداية عصر النهضة الكارولنجية في أوروبا الغربية.
- 800 والي أفريقية إبراهيم بن الأغلب يستقل عن الدولة العباسية ويؤسس دولة الأغالبة في أفريقية وعاصمتها القيروان.
- 800 البابا ليون الثالث يتوج ملك الفرنجة شارلمان إمبراطوراً لإمبراطورية الفرنجة وعاصمتها مدينة آخن الألمانية.
- 802 وصول جيافارمان الثاني لكرسي الحكم في إمبراطورية الخمير وتأسيسه للسلالة الأنغلوكورية.
- 802 قاد نقفور انقلابا على الإمبراطورة البزنطية أيرين الآثينية وتوج إمبراطورا لبزنطة باسم نقفور الأول.
- 803 اكتمال بناء تمثال ليشان بودا العملاق في عهد أسرة تانغ الحاكمة، بعد 90 عام من بداية النحت.
- 804 أخضع إمبراطور الفرنجة شارلمان قبائل الساكسون في شمال ألمانيا وأدخلهم المسيحية كما أخضع الآفار المقيمين على الدانوب والعديد من الدول السلافية وهكذا تمكن من إنشاء إمبراطورية ضمت معظم الأراضي في أوروبا الغربية.
- 806 رفض الإمبراطور البزنطي نقفور الأول دفع الجزية للدولة العباسية فجهز الخليفة العباسي هارون الرشيد جيشا وهاجم الأناضول واحتل حصن هرقلة حتى طلب نقفور الصلح وعاد لدفع الجزية.
- 809 وفاة الخليفة العباسي هارون الرشيد في مارس وخلفه ابنه أبو عبد الله محمد الأمين.
- 809 بداية الحرب بين الٳمبراطورية البيزنطية وبلغاريا.
- 809 بدأ النزاع بين الخليفة العباسي الأمين واخيه عبد الله المأمون والي خراسان حتى اندلعت حرب بين الطرفين.
- 811 شن الإمبراطور البزنطي نقفور الأول حملة كبرى على بلغاريا واحتل العاصمة بليسكا إلا أن البلغار في محاولة يائسة نصبوا فخا للجيش البزنطي واستطاعوا الانتصار عليه وقتل الإمبراطور نقفور في يوليو.
- 811 بعد مقتل الإمبراطور البزنطي نقفور الأول خلفه صهره ميخائيل الاول إمبراطورا بزنطيا في أكتوبر.
- 812 رفضت الامبراطورية البيزنطية الاعتراف بتتويج شارلمان كإمبراطور حتى وقع الإمبراطور البيزنطي الجديد مخائيل الأول معاهدة مع شارلمان اعترف بموجبها بشارلمان إمبراطورا لروما مقابل انسحابه من إستريا ودالماسيا والبندقية.
- 813 مقتل الخليفة العباسي أبو عبد الله محمد الأمين بعد حصار جيش أخيه المأمون لبغداد وخلفه أخوه عبد الله المأمون.
- 813 بداية غارات الأغالبة على سواحل ايطاليا عبر البحر الأدرياتيكي والبحر التيراني.
- 813 قام ليون الأرمني بانقلاب على الإمبراطور البزنطي ميخائيل الأول وتوج إمبراطورا لبزنطة باسم ليو الخامس في يوليو.
- 814 وفاة إمبراطور الفرنجة شارلمان في يناير وخلفه ابنه لويس الأول (الورع)
- 814 وفاة خان البلغار كروم وخلفه ابنه أومورتاج الذي أبرم معاهدة سلام مع الإمبراطورية البيزنطية.
- 815 نهاية الحرب البيزنطية البلغارية وتوقيع معاهدة سلام مدتها 30 سنة.
- 819 استقل والي اليمن محمد بن زياد الأموي عن الدولة العباسية مؤسسا الدولة الزيادية في اليمن وعاصمتها ذبيد.
- 820 قام ميخائيل العموري بانقلاب على الإمبراطور البزنطي ليون الخامس وتوج إمبراطورا لبزنطة باسم ميخائيل الثاني في ديسمبر.
- 821 استقل طاهر بن الحسين والي خراسان عن الدولة العباسية مؤسسا الدولة الطاهرية وعاصمتها نيسابور.
- 824 وفاة الأديب والفيلسوف الصيني هان يو.
- 825 انتصر ملك وسكس إيجبرت على مملكة مرسيا في معركة إيلاندون وأصبحت مملكة وسكس أقوى ممالك إنجلترا.
- 825 الانتهاء من بناء معبد بوروبودور في جاوة الوسطى بإندونسيا.
- 827 أهل الربض (بعض الأندلسيين المنفيين من الأندلس) ينشؤون إمارة إقريطش في جزيرة كريت
- 827 قام جيش الأغالبة بقيادة أسد بن الفرات بغزو جزيرة صقلية فنجح في احتلال الساحل الجنوبي للجزيرة واستمرت محاولات غزو كامل الجزيرة.
- 829 وفاة الإمبراطور البزنطي ميخائيل الثاني في يناير وخلفه ابنه ثيوفيلوس.
- 830 ٳنشاء ٳمبراطورية غانا في غرب أفريقيا.
- 833 استقر السلاف الغربيون في بولندا والتشيك والسلوفاك حيث استوطنوا منطقة بوهيميا منذ القرن السادس وبعد تحررهم من الآفار فرضوا سيطرتهم على باقي القبائل السلافية المجاورة وأسسوا مملكة مورافيا.
- 833 وفاة الخليفة العباسي عبد الله المأمون في أغسطس وخلفه أخوه المعتصم بالله.
- 838 انتصار الدولة العباسية بقيادة الخليفة المعتصم بالله على الإمبراطورية البزنطية في معركة عمورية في أغسطس.
- 839 بداية الحرب البلغارية الصربية الأولى بين الإمبراطورية البلغارية الأولى وإمارة صربيا.
- 840 تحرك جيش صغير بقيادة الأمير خلفون من صقلية وباغت الجيش اللومباردي واحتل مدينة باري في جنوب إيطاليا و أنشأ إمارة باري.
- 840 وفاة إمبراطور الفرنجة لويس الأول في يناير تفاقم النزاع بين أولاده إلى حرب أهلية.
- 841 تأسيس مدينة دبلن على الساحل الشرقي لإيرلندا من قبل الفايكنج.
- 842 وفاة الإمبراطور البزنطي ثيوفيلوس في يناير وخلفه ابنه ميخائيل الثالث.
- 842 سماعلي يصبح زعيما لعشيرة الحاشية ويبدأ بعملة غزو الصومال.
- 843 وقعت معاهدة فيردان التي قسمت الإمبراطورية الكارولنجية بين أبناء لويس الورع فحصل لوثر الأول بجانب اللقب الإمبراطوري على الجزء الأوسط من الإمبراطورية وتشمل ما أصبح فيما بعد الأراضي المنخفضة ولورين وألزاس وبورغونيا وبروفانس وإيطاليا. وحصل شارل الثاني (الاصلع)على القسم الغربي من الإمبراطورية باسم مملكة فرانسيا الغربية. وحصل لودفيش الثاني على القسم الشرقي من الإمبراطورية باسم مملكة فرانسيا الشرقية.
- 843 وحد كينيث ماك ألبين قبائل البيكتس والسكوتس في شمال بريطانيا مؤسسا مملكة اسكتلندا.
- 844 أول غارة للفايكنج على شبه جزيرة أيبيريا.
- 845 البودية تصبح ديانة مضظهدة ومحضورة في الصين.
- 846 هجوم 10 آلاف محارب مسلم، قادمين من شمال أفريقيا على مدينة روما.
- 848 بناء جدار دفاعي بتكليف من البابا ليو الرابع، حول ما أصبح يسمى مدينة ليونينية كرد دفاعي على هجوم المسلمين على روما عام 846.
- 850 وصول المستوطنون الجرمانيون الشماليون الأوائل إلى ايسلندا.
- 851 زيارة سليمان التاجر للميناء البحري الصيني في غوانجزو جنوبي الصين.
- 855 وفاة إمبراطور الفرنجة لوثر الأول في سبتمبر وقسمت المملكة بين أبنائه لويس الثاني ملك إيطاليا وإمبراطورا للفرنجة ولوثر الثاني الذي أصبح ملك لوثرنجيا.
- 856 اكتمال بناء معبد برامبانان وفقًا لنقش شيفاجرا.
- 858 سيطرة أسرة الفوجي وارا على السلطة خلال فترة هييآن في اليابان بالسيطرة على إثنين من المناصب الحساسة في الدولة منصب الوصي على الإمبراطور ومنصب الحاجب.
- 859 تأسيس جامعة القرويين في مدينة فاس بالمغرب.
- 861 أعلن  يعقوب بن الليث الصفار نفسه حاكما على ولاية سجستان مؤسسا الدولة الصفارية.
- 862 استقر السلاف الشرقيون في وقت مبكر في غرب روسيا وكونوا مجموعة من الإمارات تجمعهم مصلحة مشتركة في الحفاظ على طرق التجارة النهرية يعتبر أمير نوفغورود الاسكندنافي روريك مؤسس أول دولة للسلاف الشرقيين.
- 864 اعتماد المسيحية كديانة رسمية في الإمبراطورية البلغارية الأولى وبعد تفكك خانات آفار توسع البلغار في أراضيهم حتى وصلوا إلى سهل بانونيا.
- 866 جيش الفايكنج يصل إلى إنجلترا ويسحق ممالك نورثمبريا وأنكليا الشرقية ومرسيا.
- 867 أطاح باسل المقدوني بالإمبراطور البزنطي ميخائيل الثالث في سبتمبر وتوج أمبراطورا بزنطيا باسم باسل الأول مؤسسا السلالة المقدونية التي أعادت للإمبراطورية البيزنطية مكانتها في الشرق والغرب.
- 868 استقل والي مصر أحمد بن طولون عن الدولة العباسية مؤسسا الدولة الطولونية في مصر والشام وبنى مدينة القطائع بالقاهرة عاصمة له.
- 869 وفاة ملك لوثرنجيا لوثر الثاني في أغسطس وانقسمت لوثرنجيا إلى لوثرنجيا السفلي تتبع مملكة فرانسيا الشرقية ولوثرنجيا العليا تتبع فرانسيا الغربية.
- 869 ضرب زلزال وتسونامي ساحل سانريكو الياباني، مما أسفر عن مقتل 1000 شخص.
- 870 اعتماد المسيحية كديانة رسمية في إمارة صربيا.
- 870 تشييد قلعة براغ في التشيك.
- 871 وفاة ملك وسكس اثلرد في أبريل وخلفه ألفريد العظيم الذي اشتهر بدفاعه عن مملكة الانجلوساكسون ضد غزوات الفايكنج.
- 872 وحد هارالد النرويج ليصبح أول ملوك النرويج باسم هارالد الأول.
- 872 الاستيلاء على ايسلندا من طرف النرويجي انجولفور ارنارسون.
- 873 يعقوب بن الليث الصفار أمير الدولة الصفارية يقضي على الدولة الطاهرية ويضم أراضيها.
- 874 استقل والي بلاد ماوراء النهر نصر الأول بن أحمد عن الدولة العباسية مؤسسا الدولة السامانية في بلاد ماوراء النهر وأجزاء من فارس وأفغانستان وعاصمتها سمرقند.
- 874 النورسيون (النرويجيون القدماء) يستوطنون إيسلندا.
- 875 وفاة إمبراطور الفرنجة وملك إيطاليا لويس الثاني في أغسطس وخلفه عمه ملك فرانسيا الغربية شارل الثاني (الاصلع).
- 875 هوانغ تشاو يقود تمرداٞ على عائلة تانغ الحاكمة في الصين.
- 876 وفاة ملك فرانسيا الشرقية لودفيش الثاني في أغسطس وخلفه ابنه شارل الثالث (البدين)
- 877 وفاة ملك فرانسيا الغربية شارل الثاني في أكتوبر وخلفه ابنه لويس الثاني.
- 878 انتصار ألفريد العظيم على اللواء العسكري الدنماركي غوثروم في معركة إيثاندون.
- 879 وفاة أمير نوفغورود روريك وخلفه صهره أوليج.
- 879 وفاة ملك فرانسيا الغربية لويس الثاني في أبريل وخلفه ابنيه لويس الثالث مع أخيه كارلومان الأول مشاركة في الحكم.
- 879 وفاة ملك فرانسيا الغربية لويس الثالث في سبتمبر وأصبح اخوه كارلومان الثاني ملك فرانسيا الغربية الوحيد.
- 882 استولى أمير نوفغورود اوليج على مدينة كييف وأسس إمارة كييف روس.
- 884 وفاة ملك فرانسيا الغربية كارلومان الثاني في ديسمبر وخلفه شارل الثالث (البدين) الذي أصبح ملكا لفرانسيا الشرقية والغربية وإيطاليا وإمبراطورا للفرنجة.
- 886 حاصر الفايكنج باريس واضطر إمبراطور الفرنجة شارل الثالث لدفع مبالغ طائلة لرفع الحصار عن باريس والسماح لهم بالإقامة في برغنديا.
- 886 وفاه الإمبراطور البزنطي باسيل الأول في أغسطس وخلفه ابنه ليو السادس الحكيم.
- 887 أطيح بإمبراطور الفرنجة شارل الثالث البدين في اجتماع لكبار الإمبراطورية في نوفمبر لمرضه وعدم كفاءته بدنياً وتولى أخوه غير الشرعي ارنولف الأول عرش فرانسيا الشرقية.
- 887 أعلن أود كونت باريس ملكاً لفرانسيا الغربية وتوج برنغار الأول ملك إيطاليا.
- 888: تدهور الإمبراطورية الكارولنجية وسقوطها بعد وفاة تشارلز الثالث.
- 889 وفاة ملك وسكس ألفريد العظيم في أكتوبر وخلفه ابنه إدوارد الكبير.
- 889 أصبحت بعض المدن الٳيطالية جمهوريات حركة كمدينة فورلي.
- 893 توج سايمون الأول إمبراطورا للإمبراطورية البلغارية الأولى التي توسعت لتشمل المنطقة الواقعة بين بحر إيجة والبحر الأدرياتيكي والبحر الأسود.
- 896 زوال مملكة مورافيا بعد سنوات من الضعف بسبب الصراع الداخلي والحروب العديدة وقسمت بين بولندا وبوهيميا والمجر ومملكة الفرنجة سنة 896م.
- 896 وحد أرباد القبائل المجرية الذين استقروا في سهل بانونيا.
- 896 استقر السلاف الجنوبيين (البوشناق والبلغار والكروات والمقدونيون  والصرب والسلوفينيون) في البلقان وخضعوا للإمبراطورية البزنطية وفي القرنين الثامن والتاسع خضعوا لإمبراطورية الخزر التي تفككت وقسمت بين بولندا وبوهيميا والمجر ومملكة الفرنجة.
- 898 وفاة ملك فرانسيا الغربية أود في يناير وخلفه شارل الثالث.
- 899 وفاة ملك فرانسيا الشرقية ارنولف الأول في ديسمبر وخلفه ابنه لودفيش الرابع (الطفل).
- 899 وفاة الملك ألفريد العظيم، أول ملك للإنجليز.
- أواخر القرن التاسع، وصول مملكة النوبة المسيحية إلى ذروة ازدهارها وقوتها العسكرية.
- أواخر القرن التاسع، انتشار الشطرنج في اليابان.
- أواخر القرن التاسع، انتهاء فترة حكم سلالة بالافا في جنوب الهند.

مكرر_______
- والي أفريقية إبراهيم بن الأغلب يستقل عن الدولة العباسية ويؤسس دولة الأغالبة في أفريقية وعاصمتها القيروان سنة 800م.
- البابا ليون الثالث يتوج ملك الفرنجة شارلمان إمبراطوراً للإمبراطورية الإفرنجية وعاصمتها مدينة آخن الألمانية سنة 800م.
- قاد نقفور انقلابا على الامبراطورة البزنطية ايرين سنه 802م. وتوج امبراطورا لبزنطة باسم نقفور الاول.
- أخضع امبراطور الفرنجة شارلمان قبائل السكسون في شمال ألمانيا وأدخلهم المسيحية عام 804م. كما أخضع الآفاريين المقيمين على الدانوب وسيطر على العديد من الدول السلافية وهكذا تمكن من إنشاء إمبراطورية ضمت معظم الأراضي المسيحية في أوروبا الغربية باستثناء الجزيرة البريطانية وجنوب إيطاليا وإسبانيا اللتي كانت تحت حكم الدولة الامويه في الاندلس.
- رفض الإمبراطور البزنطي نقفور الأول دفع الجزية للدولة العباسية فجهز الخليفة العباسي هارون الرشيد جيشا وهاجم الاناضول واحتل حصن هرقلة حتي طلب نقفور الصلح وعاد لدفع الجزية سنة 806م.
- وفاة الخليفة العباسي  هارون الرشيد في مارس 809م. وخلفه ابنه الأمين محمد بن هارون وبدأ النزاع بين الخليفة الأمين واخيه المأمون والي خراسان حتي اندلعت حرب بين الطرفين
- شن الإمبراطور البزنطي نقفور الأول حملة كبري علي بلغاريا واحتل العاصمة بليسكا الا ان البلغار في محاولة يائسة نصبوا فخا للجيش البزنطي واستطاعوا الانتصار عليه وقتل الإمبراطور نقفور في يوليو 811م.

بعد مقتل الإمبراطور البزنطي نقفور الأول خلفه صهره ميخائيل الاول امبراطورا بزنطيا في أكتوبر 811م.
- رفضت الامبراطورية البزنطية الاعتراف بتتويج شارلمان كامبراطور حتي وقع الإمبراطور البزنطي الجديد مخائيل الأول معاهدة مع شارلمان اعترف بموجبها بشارلمان امبراطورا لروما مقابل انسحابه من إستريا ودلماسيا والبندقية سنة 812م.
- مقتل الخليفة العباسي الأمين محمد بن هارون بعد حصار جيش اخيه المأمون لبغداد سنة 813م. وخلفه اخيه المأمون عبد الله بن هارون.
- وفاة امبراطور الفرنجة شارلمان في يناير 814م. وخلفه ابنه لويس الأول (الورع)
- قام ليون الارمني بانقلاب علي الإمبراطور البزنطي ميخائيل الأول وتوج امبراطورا لبزنطة باسم ليون الخامس في يوليو 813م.
- وفاة خان البلغار كروم في سنة 814م. وخلفه ابنه أومورتاج الذي ابرم معاهدة سلام مع الإمبراطورية البيزنطية سنة 814م.
- استقل والي اليمن محمد بن زياد الأموي عن الدولة العباسية مؤسسا الدولة الزيادية في اليمن وعاصمتها ذبيد سنة 819م.
- قام ميخائيل العموري بانقلاب علي الإمبراطور البزنطي ليون الخامس وتوج امبراطورا لبزنطة باسم ميخائيل الثاني في ديسمبر 820م.
- انتصر ملك وسكس إيجبرت على مملكة مرسيا في معركة إيلاندون سنة 825م. واصبحت مملكة وسكس أقوى ممالك إنجلترا.
- أهل الربض (بعض الاندلسيين المنفيين من الاندلس) ينشؤن إمارة كريت بعد طردهم من الإسكندرية سنة 827م.
- قام جيش الاغالبة بقيادة أسد بن الفرات بغزو جزيرة صقلية سنة 827م. فنجح في احتلال الساحل الجنوبي للجزيرة واستمرت محاولات غزو كامل الجزيرة.
- وفاة الإمبراطور البزنطي ميخائيل الثاني في يناير 829م. وخلفه ابنه ثيوفيلوس.
- استقر السلاف الغربيون في بولندا والتشيك والسلوفاك. حيث استوطنوا منطقة بوهيميا منذ القرن السادس وبعد تحررهم من الآفار في القرن التاسع فرضوا سيطرتهم على باقي القبائل السلافية المجاورة وأسسوا مملكة مورافيا سنة 833م.
- وفاة الخليفة العباسي المأمون عبد الله بن هارون في أغسطس 833م. وخلفه اخيه المعتصم بالله.
- انتصار الدولة العباسية بقيادة الخليفة المعتصم علي الامبراطورية البزنطية في معركة عمورية في أغسطس 838م.
- تحرك جيش صغير بقيادة الأمير خلفون من صقلية وباغت الجيش اللومباردي واحتل مدينة باري في جنوب إيطاليا وأنشاء إمارة باري الإسلامية سنة 840م.
- وفاة امبراطور الفرنجة لويس الاول في يناير 840م. تفاقم النزاع بين اولاده الي حرب اهلية لم تضع أوزارها إلا بمعاهدة فردان سنة 843م. التي قسمت الإمبراطورية الكارولنجية الإفرنجية بين ابنائه فحصل لوثر الاول بجانب اللقب الامبراطوري على الجزء الأوسط من الإمبراطورية وتشمل ما أصبح فيما بعد الأراضي المنخفضة ولورين وألزاس وبورغونيا وبروفانس وإيطاليا.

وحصل شارل الثاني (الاصلع)علي القسم الغربي من الامبراطورية باسم مملكة فرانسيا الغربية. وحصل لودفيش الثاني علي القسم الشرقي من الامبراطورية باسم مملكة فرانسيا الشرقية.
- وفاة الإمبراطور البزنطي ثيوفيلوس في يناير 842م. وخلفه ابنه ميخائيل الثالث.
- وحد كينيث ماك ألبين قبائل البيكتس  والسكوتس في شمال بريطانيا مؤسسا مملكة أسكتلندا سنة 843م.
- وفاة امبراطور الفرنجة لوثر الأول في سبتمبر 855م. وقسمت المملكة بين ابنائه لويس الثاني الذي أصبح امبراطورا للفرنجة وملك إيطاليا ولوثر الثاني الذي أصبح ملك لوثرنجيا
- سيطرة اسرة الفوجي وارا علي السلطة خلال فترة هييآن في اليابان سنة 858م. بالسيطرة على اثنين من المناصب الحساسة في الدولة منصب الوصي علي الإمبراطور ومنصب الحاجب.
- استقر السلاف الشرقيون في وقت مبكر في غرب روسيا وكونوا مجموعه من الإمارات تجمعهم مصلحه مشتركه في الحفاظ علي طرق التجارة النهريه حيث كانت تجاره الفراء والشمع والعبيد. يعتبر الأمير الاسكندنافي روريك مؤسس أول دوله للسلاف الشرقيين سنه 862م.
- اعتماد المسيحية كديانة رسمية في بلغاريا عام 864م. وبعد تفكك خانات أفار توسع البلغار في أراضيهم حتى وصلوا إلى سهل بانونيا (المجر). واجبروا المجريين علي الاستقرار في بانونيا واوقفوا تقدم البيشينك والكومان في شرق أوروبا.
- جيش الفايكنج العظيم يصل إنجلترا ويسحق ممالك نورثمبريا وأنكليا الشرقية ومرسيا سنة 866م.
- اطاح باسيل المقدوني بالإمبراطور البزنطي ميخائيل الثالث في سبتمبر 867م. وتوج امبراطورا بزنطيا باسم باسيل الاول مؤسسا السلالة المقدونيه اللتي اعادت للإمبراطورية البيزنطية مكانتها في الشرق والغرب وشهدت نهضة ثقافية وعلمية ودينيه فكان تنصير الشعوب السلافية مثل البلغار والصرب والروس إلى المسيحية الأرثوذكسية الذي غير الخريطة الدينية لأوروبا.
- استقل والي مصر أحمد بن طولون عن الدولة العباسية مؤسسا الدولة الطولونية في مصر والشام سنة 868م. وبني مدينة القطائع بالقاهرة عاصمة له.
- وفاة ملك لوثرنجيا لوثر الثاني في أغسطس 869م. انقسمت لوثرنجيا الي لوثرنجيا السفلي تتبع مملكة فرانسيا الشرقية ولوثرنجيا العليا تتبع فرانسيا الغربية.
- وفاة ملك وسكس اثلرد في أبريل 871م. وخلفه ألفريد العظيم الذي اشتهر بدفاعه عن مملكة الانجلوساكسون ضد غزوات الفايكنج.
- وحد هارولد النرويج ليصبح أول ملوك النرويج باسم هارالد الأول سنة 872م.
- استقل والي بلاد ماوراء النهر نصر الأول بن احمد عن الدولة العباسية مؤسسا الدولة السامانية في بلاد ماوراء النهر وأجزاء من فارس وأفغانستان وعاصمتها سمرقند سنة 874م.
- النورسيون (النرويجيون القدماء) يستوطنون إيسلندا سنة 874م.
- وفاة امبراطور الفرنجة وملك إيطاليا لويس الثاني في أغسطس 875م. وخلفه عمه ملك فرانسيا الغربية شارل الثاني (الاصلع)
- وفاة ملك فرانسيا الشرقية لودفيش الثاني في أغسطس 876م. وخلفه ابنه شارل الثالث (البدين)
- وفاة ملك فرانسيا الغربية شارل الثاني في أكتوبر 877م. وخلفه ابنه لويس الثاني.
- وفاة أمير نوفغورود روريك في سنة 879م. وخلفه صهره أوليج.
- وفاة ملك فرانسيا الغربية لويس الثاني في أبريل 879م. وخلفه ابنيه لويس الثالث مع اخيه كارلومان الأول مشاركة في الحكم
- وفاة ملك فرانسيا الغربية لويس الثالث في سبتمبر 879م. واصبح اخيه كارلومان الاول ملك فرانسيا الغربية الوحيد.
- استولي أمير نوفغورود اوليج علي مدينة كييف وأسس امارة كييف روس سنة 882م.
- وفاة ملك فرانسيا الغربية كارلومان الأول في ديسمبر 884م. وخلفه شارل الثالث (البدين) الذي أصبح ملكا لفرانسيا الشرقية والغربية وإيطاليا وامبراطورا للفرنجة.
- حاصر الفايكنج باريس سنة 886م. واضطر امبراطور الفرنجة شارل الثالث لدفع مبالغ طائلة لرفع الحصار عن باريس والسماح لهم بالأقامة في برغنديا.
- وفاه الإمبراطور البزنطي باسيل الأول في اغسطس886م. وخلفه ابنه ليو السادس الحكيم.
- أطيح بامبراطور الفرنجة شارل الثالث البدين في اجتماع لكبار الامبراطورية في نوفمبر 887م. لمرضه وعدم كفاءته بدنياً وتولي اخيه غير الشرعي ارنولف الأول عرش فرانسيا الشرقية.
- أعلن أود كونت باريس ملكاً لفرانسيا الغربية وتوج برنجار الأول ملكا لإيطاليا.
- وفاة ملك وسكس ألفريد العظيم في أكتوبر 889م. وخلفه ابنه ادوارد الكبير.
- توج سايمون الأول أمبراطورا للإمبراطورية البلغارية الأولى التي توسعت لتشمل المنطقة الواقعة بين بحر إيجة والبحر الأدرياتيكي والبحر الأسود.
- زوال مملكة مورافيا بعد سنوات من الضعف بسبب الصراع الداخلي والحروب العديدة وقسمت بين بولندا وبوهيميا والمجر ومملكة الفرنجة سنة 896م.
- وحد أرباد القبائل المجرية الذين استقروا في سهل بانونيا سنة 896م.
- استقر السلاف الجنوبيين (البوشناق والبلغار والكروات والمقدونيون  والصرب والسلوفينيون) في البلقان وخضعوا للامبراطورية البزنطية وفي القرنين الثامن والتاسع خضعوا لامبراطورية الخزر التي تفككت سنه 896م. وقسمت بين بولندا وبوهيميا والمجر ومملكة الفرنجة.
- وفاة ملك فرانسيا الغربية اود في يناير 898م. وخلفه شارل الثالث.
- وفاة ملك فرانسيا الشرقية ارنولف الأول في ديسمبر 899م. وخلفه ابنه لودفيش الرابع.
- 838 فتح عمورية على يد المعتصم
- 883-869 اندلاع ثورة الزنج ضد الخلافة العباسية
- 886-885 حصار باريس من قبل الفايكنج